# 마두라섬
마두라섬(인도네시아어: Pulau Madura)은 인도네시아 자와섬 동북부에 있는 섬이다. 면적은 5,025 km2, 인구는 3,622,763(2010)이다.

## 역사
1624년 마타람의 술탄 아궁이 마두라를 정복했고, 그 섬의 정부는 하나의 왕자 계통인 카크라닝그라트 아래로 옮겨졌다. 카크라닝그라트 가족은 중앙 자바의 통치에 반대했고 종종 마타람의 많은 부분을 정복했다.
1705년 네덜란드인들은 아망쿠라트 3세와 그의 삼촌 판게란 푸거 사이에 벌어진 제1차 자바 왕위계승전쟁 이후 마두라 동부를 장악했다. 네덜란드가 푸거를 인정한 데는 서마두라의 영주 카크라닝그라트 2세가 영향을 미쳤는데, 그는 자바 중부에서 새로운 전쟁이 벌어지면 마두레족이 개입할 기회를 얻을 수 있을 것이라는 기대감에서 푸거의 주장을 지지한 것으로 보인다. 그러나 푸거는 아망쿠라트가 체포되어 실론으로 망명하는 동안 파쿠부워노 1세라는 칭호를 받아 네덜란드인 동마두라와 조약을 맺었다.
1740년 중국의 학살 이후 차크라닝그라트족은 1740년 중부 자바에서 일어난 반란을 네덜란드가 진압하는 것을 돕기로 합의했다. 파쿠부워노 1세는 1743년 네덜란드와 맺은 조약에서 차크라닝그라트 4세가 다투던 마두라의 완전한 주권을 네덜란드에게 양도했다. 차크라닝그라트는 반자르마신으로 도망쳐 영국군과 함께 피신했다가 술탄에게 강탈당하고 배신당한 뒤 네덜란드군에게 붙잡혀 희망봉으로 추방당했다.
네덜란드인들은 자신들의 섭정과 함께 마두라의 행정 구역을 4개 주로 나누어 계속 통치했다. 이 섬은 처음에는 식민지 군대의 공급원으로서 중요했고, 19세기 후반에 이 섬은 열도에서 네덜란드가 지배하는 영토의 주요 소금 공급원이 되었다. 1880년대에 네덜란드인들은 점차 술탄을 따돌리고 섬 전체를 직접 통치하면서 마두라 레지던시로 관리했다. 1948년부터 1950년까지 인도네시아 연방하에서 마두라는 연방 국가로 관리되었다.

## 지리학
마두라섬은 비교적 평탄한 지형으로 고도에 큰 차이가 없어 마두라는 나쁜 땅이다. 지질학적으로 마두라는 자바섬 북부의 석회암 산지에 속한다. 마두라의 석회암 산지는 자바섬 북부의 구릉보다 낮고 거칠며 둥글다.

## 기후
| Pamekasan, East Java, Indonesia (elevation 15 미터 or 49 피트)의 기후 | Pamekasan, East Java, Indonesia (elevation 15 미터 or 49 피트)의 기후 | Pamekasan, East Java, Indonesia (elevation 15 미터 or 49 피트)의 기후 | Pamekasan, East Java, Indonesia (elevation 15 미터 or 49 피트)의 기후 | Pamekasan, East Java, Indonesia (elevation 15 미터 or 49 피트)의 기후 | Pamekasan, East Java, Indonesia (elevation 15 미터 or 49 피트)의 기후 | Pamekasan, East Java, Indonesia (elevation 15 미터 or 49 피트)의 기후 | Pamekasan, East Java, Indonesia (elevation 15 미터 or 49 피트)의 기후 | Pamekasan, East Java, Indonesia (elevation 15 미터 or 49 피트)의 기후 | Pamekasan, East Java, Indonesia (elevation 15 미터 or 49 피트)의 기후 | Pamekasan, East Java, Indonesia (elevation 15 미터 or 49 피트)의 기후 | Pamekasan, East Java, Indonesia (elevation 15 미터 or 49 피트)의 기후 | Pamekasan, East Java, Indonesia (elevation 15 미터 or 49 피트)의 기후 | Pamekasan, East Java, Indonesia (elevation 15 미터 or 49 피트)의 기후 |
| 월                                                                    | 1월                                                                   | 2월                                                                   | 3월                                                                   | 4월                                                                   | 5월                                                                   | 6월                                                                   | 7월                                                                   | 8월                                                                   | 9월                                                                   | 10월                                                                  | 11월                                                                  | 12월                                                                  | 연간                                                                  |
| --------------------------------------------------------------------- | --------------------------------------------------------------------- | --------------------------------------------------------------------- | --------------------------------------------------------------------- | --------------------------------------------------------------------- | --------------------------------------------------------------------- | --------------------------------------------------------------------- | --------------------------------------------------------------------- | --------------------------------------------------------------------- | --------------------------------------------------------------------- | --------------------------------------------------------------------- | --------------------------------------------------------------------- | --------------------------------------------------------------------- | --------------------------------------------------------------------- |
| 일평균 최고 기온 °C (°F)                                              | 31 (88)                                                               | 30.8 (87.4)                                                           | 31 (88)                                                               | 31.5 (88.7)                                                           | 31.7 (89.1)                                                           | 31.4 (88.5)                                                           | 31.1 (88.0)                                                           | 31.6 (88.9)                                                           | 32.3 (90.1)                                                           | 33 (91)                                                               | 33 (91)                                                               | 31.6 (88.9)                                                           | 31.7 (89.0)                                                           |
| 일일 평균 기온 °C (°F)                                                | 26.7 (80.1)                                                           | 26.5 (79.7)                                                           | 26.6 (79.9)                                                           | 27 (81)                                                               | 27.1 (80.8)                                                           | 26.5 (79.7)                                                           | 26 (79)                                                               | 26.3 (79.3)                                                           | 26.9 (80.4)                                                           | 27.7 (81.9)                                                           | 28 (82)                                                               | 27 (81)                                                               | 26.9 (80.4)                                                           |
| 일평균 최저 기온 °C (°F)                                              | 22.4 (72.3)                                                           | 22.3 (72.1)                                                           | 22.3 (72.1)                                                           | 22.6 (72.7)                                                           | 22.5 (72.5)                                                           | 21.7 (71.1)                                                           | 21 (70)                                                               | 21.1 (70.0)                                                           | 21.6 (70.9)                                                           | 22.5 (72.5)                                                           | 23 (73)                                                               | 22.5 (72.5)                                                           | 22.1 (71.8)                                                           |
| 평균 강수량 mm (인치)                                                 | 260 (10.2)                                                            | 239 (9.4)                                                             | 254 (10.0)                                                            | 179 (7.0)                                                             | 107 (4.2)                                                             | 72 (2.8)                                                              | 41 (1.6)                                                              | 11 (0.4)                                                              | 11 (0.4)                                                              | 38 (1.5)                                                              | 122 (4.8)                                                             | 239 (9.4)                                                             | 1,573 (61.7)                                                          |
| 평균 상대 습도 (%)                                                    | 82.9                                                                  | 83.5                                                                  | 84.2                                                                  | 80.8                                                                  | 80.1                                                                  | 77.5                                                                  | 74.9                                                                  | 72.8                                                                  | 72.2                                                                  | 72.1                                                                  | 75.6                                                                  | 81.2                                                                  | 78.2                                                                  |
| 출처 1: Climate-Data.org (temp & precip)                              |                                                                       |                                                                       |                                                                       |                                                                       |                                                                       |                                                                       |                                                                       |                                                                       |                                                                       |                                                                       |                                                                       |                                                                       |                                                                       |
| 출처 2: Weatherbase (humidity)                                        |                                                                       |                                                                       |                                                                       |                                                                       |                                                                       |                                                                       |                                                                       |                                                                       |                                                                       |                                                                       |                                                                       |                                                                       |                                                                       |

## 인구통계학
마두라의 인구는 약 4백만 명이며, 이들 중 대부분은 인종적으로 마두라족이다. 마두라의 주요 언어는 오스트로네시아어족 중 하나인 마두라족이며, 자바섬 동부의 일부와 66개의 섬들 중 많은 곳에서도 사용된다.
마두라족은 인도네시아에 거주하는 약 700만 명의 대규모 민족 인구이다. 그들은 길리 라자, 사푸디, 라스, 캉거 제도와 같은 주변 섬뿐만 아니라 마두라 섬에서 왔다. 게다가, 많은 마두라족이 파수루안부터 반유왕기의 북쪽까지, 흔히 "호르세슈"라고 불리는 동자바의 동쪽 지역에 살고 있다. 마두라족은 시투본도와 본도워소에서 발견되며, 프로볼링고(Probolinggo)의 동쪽, 젬버(Jember), 그리고 마랑(Malang)의 일부뿐만 아니라 북수라바야(North Surabaya)를 포함한 자바어를 사용하는 기껏해야 소수이다.
마두라는 수니파 이슬람교도가 대다수이고 시아파가 소수이다. 그러나, 2012년 이래로, 종교간의 불화는 폭력적으로 확대되어, 삼팡시 주변의 많은 시아파 마을들이 공격을 받고 있고 주민들이 정부의 난민 센터로 탈출하는 결과를 낳았다. 유엔 인도주의 업무 조정국은 2013년에 그러한 공격의 세부사항들을 제공했다.

## 경제
전체적으로 마두라는 동자바 주에서 가장 가난한 지역 중 하나이다. 자바와 달리 토양은 주요 농업 생산지가 될 만큼 비옥하지 않다. 제한된 경제적 기회는 만성적인 실업과 빈곤으로 이어졌다. 이러한 요인들로 인해 섬에서 장기간 이주가 이루어져서 민족적으로 마두라 사람들 대부분은 현재 마두라에 살고 있지 않다. 마두라 사람들은 인도네시아의 다른 지역으로 이주하면서 정부의 이민 프로그램에 참여한 가장 많은 사람들 중 일부였다.
생계형 농업은 경제의 주요 버팀목이다. 섬의 많은 소규모 토지에서 옥수수는 주요 생계형 작물이다. 마두라의 유명한 황소 경주 대회의 기반이 되었을 뿐만 아니라 가축 사육도 농업 경제의 중요한 부분이며 농민 가정에 추가 수입을 제공한다. 소규모 어업도 생계형 경제에 중요하다.
수출 산업 중 담배 농업은 섬 경제의 주요 기여자이다. 마두라의 토양은 많은 식량 작물을 지원할 수는 없지만, 섬을 국내 크레텍(향초 담배) 산업의 중요한 담배 및 정향 생산지로 만드는 데 도움이 된다. 네덜란드 시대 이래로, 섬은 또한 소금의 주요 생산지이자 수출국이었다.
섬의 서쪽 끝에 있는 방칼란은 1980년대 이후 상당히 산업화되었다. 이 지역은 인도네시아의 두 번째로 큰 도시인 수라바야의 페리로 짧은 거리에 있기 때문에 수라바야로 통근하는 사람들의 교외 지역이자 도시 근처에 있어야 하는 산업과 서비스의 위치로 역할을 얻었다.
2009년에 개통된 수라바야-마두라(수라마두) 다리는 방칼란 지역의 지역 경제와의 상호작용을 더욱 증대시킬 것으로 기대된다.

## 문화

### 황소 경주
마두라는 황소 경주 대회로 유명한데, 보통 어린 소년인 기수가 황소 한 쌍이 끄는 간단한 나무 썰매를 10~15초 만에 타고 약 100m 코스를 달린다.

### 음악과 연극
여러 형태의 음악과 연극이 마두라에서 인기가 있는데, 특히 그들에게 저렴한 형태의 오락과 공동체 형성을 제공하는 하층민들 사이에서 그러하다. 라마야나 마하바라타와 같은 고전 이야기의 가면을 쓴 공연이 포함된 토펭 극장은 인도네시아 전역의 지역 문화 전시회에서 대표적인 마두레 예술 형태로서의 역할 때문에 섬 밖에서 가장 잘 알려진 마두레 공연 예술가이다. 그러나 그것의 공연은 마두라에서 드물고 일반적으로 큰 공식 행사에서의 오락으로 제한된다. 공연자들이 마스크를 쓰지 않고 더 넓은 범위의 주제를 공연하는 덜 격식을 갖춘 로드록 극장이 섬에서 더 인기가 있다.
고전적인 자바 악기로 가장 잘 알려진 가믈란 오케스트라는 방칼란과 수메네프와 같은 이전 왕궁들 중 몇몇이 정교한 가믈란을 가지고 있는 마두라에서도 연주된다. 마두라에게 더 독점적인 통곡 음악은 여러 개의 나무 드럼 또는 대나무 드럼으로 연주되고 종종 황소 경주 대회와 동반된다.

### 선박
마두라 선박은 훌륭한 선원으로 여겨진다. 보르네오 섬과 같은 다른 섬에서 온 목재 화물을 실은 마두라 선박은 인도네시아와 싱가포르 사이에서 무역을 하곤 했다. 마두라의 전통적인 선박에는 골레칸, 레틸레티, 리스알리스, 장골란 등이 있다.

## 한국과의 관계
1981년 4월 한국남방개발 대표자 최계월 회장이 건립한 코데코에너지사(社)와 인도네시아 국영 석유공사 페르타미나사(社)가 공동투자하여 같은 해 5월 마두라섬 인근해역에서 탐사 및 시추작업을 돌입했다. 그 결과, 1984년 5월에 경제성이 있는 유전발견에 성공했다.
가채매장량은 원유 2,210만배럴 규모이며 1985년 상반기부터 하루 1만∼1만 5,000배럴 규모의 원유를 생산하기 시작하였다. 그러나 1일 생산량이 5,000배럴 이하로 떨어져 경제성이 없어 포기하고, 한국과 인도네시아 정부는 새로운 천연가스전(田) 개발에 합의하였다.